# ميشيل النمري
ميشيل النمري (1948 - 18 أيلول 1985)، كاتب وصحفي أردني وأحد مؤسسي رابطة الكتاب الأردنيين التي استحدثت جائزة تحمل اسمه.
كان مسؤولاً طلابياً بارزاً في صفوف الحركة الطلابية الأردنية، التحق مبكراً في المقاومة الفلسطينية وناضل في صفوفها وعايش مختلف مراحلها.

## نشأة والمهنة
ولد ميشيل في قرية صمد قرب إربد وعاش في المفرق وكان ناشطا طلابيا بارزا منذ دراسته الإعدادية والثانوية، وانتقل مع والديه إلى مدينة المفرق حيث أكمل دراسته الثانوية هناك. ساهم في توحيد الحركة الطلابية في الخارج وتسلم مسؤولية الإعلام في المكتب التنفيذي للاتحاد العام لطلبة الأردن حيث سافر إلى يوغوسلافيا العام 1968، ثم إيطاليا لدراسة الطب، وعاد بعد حرب أكتوبر 73 إلى الأردن حيث ساهم في إنشاء رابطة الكتاب الأردنيين وعضوية إدارتها وعمل في الصحافة الأردنية ثم عاد مرة أخرى إلى بيروت، انشأ لجان الدفاع عن الحريات الديمقراطية في الأردن فكان من رواد فكرة العمل من أجل تحول ديمقراطي سلمي في الأردن.
عمل في مجلات فلسطين الثورة، والحرية، وجريدة السفير البيروتية ومجلة الكفاح المسلح العربي، وخلال حصار بيروت عام 82 كان على خطوط النار مع المقاومين وعمل مع أعلام المقاومة الفلسطينية، وأسهم بكل ما يستطيع من خلال عمله في إذاعة صوت فلسطين، وشارك في إنشاء وتحرير جريدة المعركة التي لعبت دورا هاما خلال فترة الحصار.

## مجلة النشرة
بعد اجتياح بيروت غادر ميشيل إلى قبرص حيث ترأس تحرير مجلة الموقف العربي التي تصدر في نيقوسيا. ثم غادر إلى اليونان، وبعد أكثر من مشروع صحفي ولدت فكرة «مجلة النشرة» كمنبر متخصص في خدمة قضايا التحرر الوطني والحريات الديمقراطية، وكان ميشيل وصل إلى قناعة أن العالم العربي بدون حريات ديمقراطية لن يتقدم للأمام، وقرر تكريس كل جهده وخبرته من أجل هذا الهدف.
كانت فكرة (النشرة) عند صدورها الأول في عام1985 م/1986 م، جديدة للغاية في ميدان الصحافة العربية، فقد كانت تقوم على أنها (نشرة) لنشر بيانات ووثائق وأخبار ونشاطات الفصائل والأحزاب السياسية، وما يدور حولها من كِتابات وتعليقات ومناقشات. ومن هنا أخذت اسمها من (النشرة الحزبية)، الاسم الذي كان وما يزال شائعاً في الحياة السياسية العربية.
بذل ميشيل النمري، ضمن إمكانيات متواضعة، جهوداً واضحة، للتواصل ومد الجسور مع العديد من الفصائل والأحزاب والتنظيمات السياسية، للحصول على نشراتها وأدبياتها، ونشرها بالتالي في النشرة، وقد أدى بذلك خدمة لتلك التنظيمات، وللقارئ فلم يكن دائماً يتيسر لتلك الأحزاب والتنظيمات نشر أدبياتها وبياناتها في الجرائد والمجلات العامة، والقارئ المتابع لم يكن سهلاً أن يُطلع على تلك الأدبيات مباشرة من التنظيمات والأحزاب، فكان يجدها مجتمعة في النشرة، ولم تكن تباع في الأسواق وإنما توزع عبر اشتراكات.

## اغتياله
أغتيل ميشيل النمري في اثينا بتاريخ 18 أيلول 1985، وهو يدخل مكتبه باطلاق الرصاص عليه، جاء اغتيال النمري بعد نشره مقالات حول الحريات في سوريا، مما دفع الكثيرين لاتهام المخابرات السورية بالمسؤولية عن قتله، وأشار البعض بأصابع الاتهام أيضاً إلى ليبيا والعراق.
شهدت العاصمة الأردنية في عمان، ومدينة المفرق - مسقط رأس الشهيد - تظاهرة شعبية فلسطينية أردنية حاشدة في وداعه إلى مثواه الأخير.
تولى الكاتب خليل الزبن إصدار مجلة «النشرة» من بعد اغتيال النمري، وقد اغتيل في وقت لاحق في غزة،وبعدهم ناجي العلي الذي قرر إعادة إصدارها في غزة وفاء لذكرى النمري كنشرة متخصصة في حقوق الإنسان لكنه لم ينج من الاغتيال أيضًا.

## وصلات خارجية
- قصة جريدة «المعركة» صوت الثائرين في الثمانينيات
- موقع مجلة النشرة